# Attentat
Attentat è un singolo della cantante francese Imen Es, pubblicato il 23 novembre 2018.

## Video musicale
Il video musicale è stato reso disponibile in concomitanza con la pubblicazione del brano.

## Tracce
Testi e musiche di Imen Es, Abou Debeing e DJ Erise.
1. Attentat – 3:11

## Formazione
- Imen Es – voce
- DJ Erise – produzione
- Abou Debeing - produzione

## Classifiche
| Classifica (2019) | Posizione massima |
| ----------------- | ----------------- |
| Belgio (Vallonia) | 54                |
| Francia           | 23                |